# Phi-Pan-Nam-Gebirge

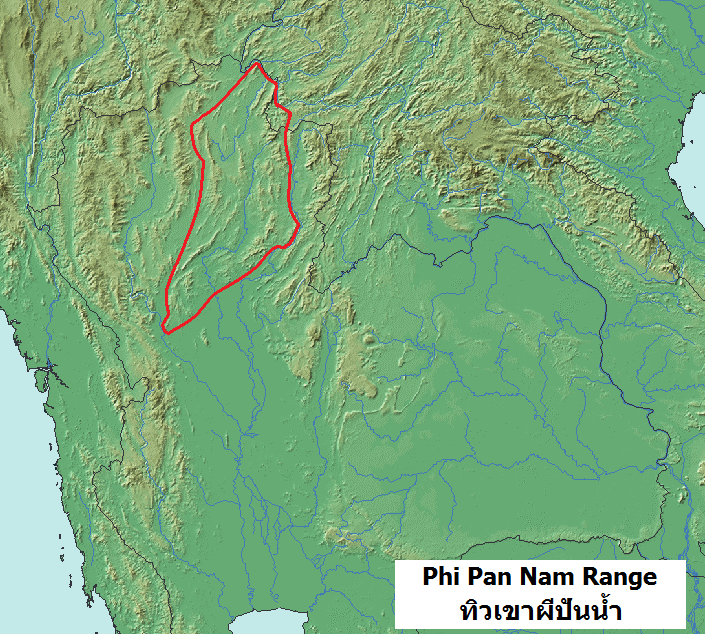
Phi Pan Nam-Gebirge

Das Phi-Pan-Nam-Gebirge (thailändisch ทิวเขาผีปันน้ำ „Berge der Geister die das Wasser verteilen“, auch: „Der Geist von tausend Wassern“) ist ein Gebirgssystem in Thailand.
Die Abgrenzung der Phi-Pan-Nam-Berge ist recht schwierig. Man könnte sagen, dass es sich um eine Ansammlung von Höhenzügen und Wasserscheiden handelt, die sich zwischen den Flüssen Mae Nam Wang, Mae Nam Yom und Mae Nam Nan erstrecken. Sie speisen Wasser nach Süden in den Mae Nam Chao Phraya und nach Norden in den Mekong ein.
Die wichtigsten Flüsse, die in den Phi-Pan-Nam-Bergen entspringen, sind Mae Nam Yom, Mae Nam Ing und Mae Nam Wang.
Die Bergketten ziehen sich durch die Provinzen Chiang Rai, Phayao, Lampang, Phrae, Uttaradit, Nan, Sukhothai und Tak in Nordthailand. Der höchste Gipfel der Phi-Pan-Nam-Berge, Doi Luang (ดอยหลวง) mit 1694 m Höhe, befindet sich in einer der westlichen Bergketten des Gebirgszuges.

## Naturschutzgebiete
Es gibt mehrere Nationalparks und Naturschutzgebiete in den Bergen:
- Nationalpark Doi Luang (อุทยานแห่งชาติดอยหลวง) – Größe: 1.170 km², das Hauptquartier liegt in der Provinz Phayao.[3]
- Nationalpark Doi Phu Nang (อุทยานแห่งชาติดอยภูนาง) – Größe 512 km², das Hauptquartier liegt in der Provinz Phayao.
- Nationalpark Khun Sathan (อุทยานแห่งชาติขุนสถาน) – Größe 419 km², das Hauptquartier liegt in der Provinz Nan.
- Nationalpark Lam Nam (อุทยานแห่งชาติลำน้ำน่าน) – Größe 999 km², das Hauptquartier liegt in der Provinz Uttaradit.
- Nationalpark Mae Yom (อุทยานแห่งชาติแม่ยม) – Größe 454 km², das Hauptquartier liegt in der Provinz Phrae.[4]
- Nationalpark Nanthaburi (อุทยานแห่งชาตินันทบุรี) – Größe 877 km², das Hauptquartier liegt in der Provinz Nan.
- Nationalpark Phu Sang (อุทยานแห่งชาติภูซาง) – Größe 284 km², das Hauptquartier liegt in der Provinz Chiang Rai.[5]
- Nationalpark Si Nan (อุทยานแห่งชาติศรีน่าน) – Größe 1.024 km², das Hauptquartier liegt in der Provinz Nan.[6]
- Nationalpark Si Satchanalai (อุทยานแห่งชาติศรีสัชนาลัย) – Größe 213 km², das Hauptquartier liegt in der Provinz Sukhothai.[7]
- Nationalpark Wiang Kosai (อุทยานแห่งชาติเวียงโกศัย) – Größe 410 km², das Hauptquartier liegt in der Provinz Lampang.[8]
- Waldpark Phae Mueang Phi (แพะเมืองผี) – Größe 1 km², das Hauptquartier liegt in der Provinz Phrae.[9]
- Waldpark Phu Langka (วนอุทยานภูลังกา) – Größe 12 km², das Hauptquartier liegt in der Provinz Phayao.[10]